# Kimmy Granger
Pour les articles homonymes, voir Granger.
Kimmy Granger, née le 18 mai 1995 à San Diego en Californie, est une actrice de films pornographiques américaine.
Son nom d'actrice, Kimmy Granger, serait tiré du personnage d'Hermione Granger issu de l'univers de Harry Potter.[réf. nécessaire]

## Filmographie
- The Rougher The Better